# Buena Vista (Santa Cruz)
Buena Vista ist eine Landstadt im Departamento Santa Cruz im Tiefland des südamerikanischen Binnenstaates Bolivien.

## Geographie
Buena Vista ist der zentrale Ort und die Verwaltungshauptstadt der Provinz Ichilo. Sie liegt auf einer Höhe von 395 m über dem Meeresspiegel am rechten Ufer des Río Ichilo, 90 Kilometer nordwestlich der Departamento-Hauptstadt Santa Cruz.
Buena Vista liegt im tropischen Monsunklima vor dem Ostrand der Anden-Gebirgskette der Cordillera Oriental. Die Region war vor der Kolonisierung von Monsunwald bedeckt, ist heute aber größtenteils Kulturland.
Die mittlere Durchschnittstemperatur der Region liegt bei knapp 24 °C (siehe Klimadiagramm Warnes), die Monatswerte schwanken zwischen 20 °C im Juni/Juli und 26 °C von November bis Februar. Der Jahresniederschlag beträgt etwa 1300 mm, die Monatsniederschläge sind ergiebig und liegen zwischen 35 mm im August und 200 mm im Januar.

## Verkehr
Buena Vista liegt in einer Entfernung von 99 Straßenkilometern nordwestlich von Santa Cruz, der Hauptstadt des Departamentos.
Buena Vista liegt an der 1657 Kilometer langen Nationalstraße Ruta 4, die von Tambo Quemado an der chilenischen Grenze in West-Ost-Richtung das gesamte Land durchquert und nach Puerto Suárez an der brasilianischen Grenze führt. Sie führt über Cochabamba, Villa Tunari, Yapacaní und San Carlos nach Buena Vista und weiter über Santa Cruz, Pailón und Roboré nach Puerto Suárez. Die Straße ist von der chilenischen Grenze bis Pailón komplett asphaltiert, erst im weiteren Verlauf ist sie unbefestigt.

## Bevölkerung
Die Einwohnerzahl der Ortschaft ist zwischen 1969 und 2012 auf mehr als das Zehnfache angestiegen:
| Jahr | Einwohner | Quelle       |
| ---- | --------- | ------------ |
| 1969 | etwa 400  | Schätzung    |
| 1992 | 2873      | Volkszählung |
| 2001 | 3812      | Volkszählung |
| 2012 | 4405      | Volkszählung |
| 2024 |           | Volkszählung |